# Vanish into You
A Vanish into You Lady Gaga amerikai énekesnő dala, amely 2025. március 7-én jelent meg az Interscope Records gondozásában, Gaga Mayhem (2025) című stúdióalbumának ötödik számaként. Ez volt az első dal, amit elkészített az albumhoz. Társszerzői Andrew Watt, Henry Walter és Michael Polansky voltak. A dalban ötvöződik a glam rock, a David Bowie által inspirált refrén és a feladásról szóló dalszöveg.

## Kompozíció
A Vanish into You-t Lady Gaga, Andrew Watt, Henry Walter és Michael Polansky írta. A Paper magazin „a szerelem felfedezésének” nevezte a dalt. A Riff magazin szerint a dalban Gaga „a Blondie-t idézi a funkban gyökerező four-on-the-floor ritmussal. A szám az érzelmektől való elszigetelődés érdekében az identitás és a partner személyiségének összefonódását vizsgálja”. A Variety „David Bowie-ra utaló” dalnak nevezte a számot, amely „ugyanolyan feszültséggel épül a refrén felé”, mint a Bad Romance (2009). A Pitchfork szerint a Vanish into You „epekedő jajveszékeléssel” rendelkezik. A Clash magazin szerint a dal „kicsit visszavesz a tempóból”, és „diszkós, az ABBA birodalmi korszakát idéző szintetizátorokat vonultat fel; olykor egy kis retró beütéssel”.
Néhány rajongó azt feltételezte, hogy a dalt Gaga néhai munkatársa, Tony Bennett ihlette, kiemelve a dalszövegeket, amelyek Bennett legnépszerűbb dalaira utalnak.

## A kritikusok értékelései

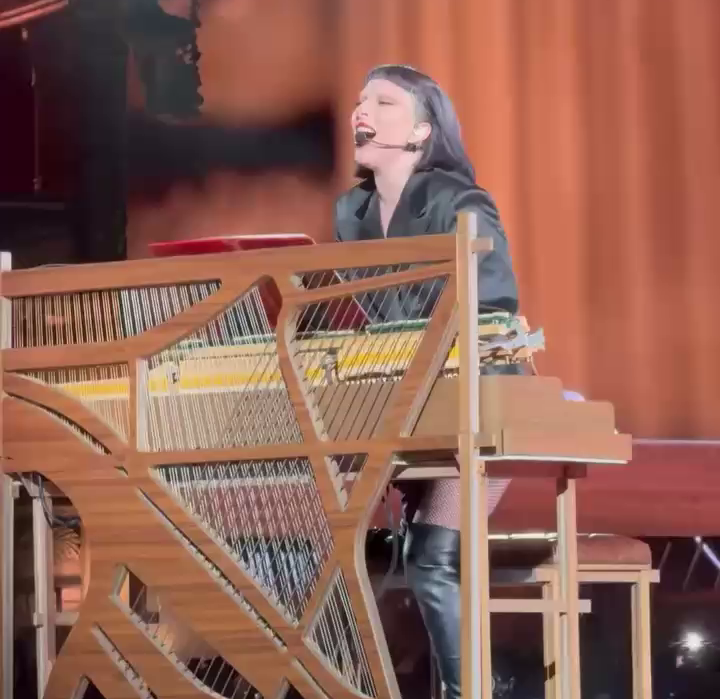
Gaga a Vanish into You előadása alatt a 2025-ös Copacabana Beach-i koncertjén

Stephen Daw, a Billboard munkatársa ezt írta: „Talán a Mayhem album vokális szempontból legimpozánsabb dala a Vanish into You, Gaga glam-rock imádata. A David Bowie-hoz hasonló ikonok által inspirált Vanish csillogó lendületet ad a Mayhem-nek, kiegészülve vaskos gitárokkal és négyes ritmusokkal, amelyek arra késztetnek, hogy felállj és táncolj. De a dal szívbe markoló refrénjében Gaga saját magával alkotott harmóniái tűnnek ki leginkább, ahogyan minden egyes centiméterét kihasználja hangterjedelmének, hogy elmondja szerelmének, mennyire szerelmes.” A Rolling Stone szerint „karrierje csúcspontja a dal sokrétű dance-funk avantgárd drámájában rejlik”. Chris Hedden a Screen Rant-től azt írta: „A dal hangulata egyszerre örömteli, de van benne egy olyan vágyakozó érzés is, hogy a felemelő érzés lassan elmúlik, mintha tudomásul vennénk, hogy a nyár elmúlik, és az őszre való átmenet már úton van. Mintha mosolygós arcot kellene vágni, miközben érezzük, hogy egy nyomás vagy növekvő aggodalom közeleg, és nehéz megőrizni ezt a vidámságot. De a Vanish Into You valóban jó.”
A dal fogadtatása a közönség körében is rendkívül pozitív volt; a rajongók a Billboard által végzett szavazáson a Vanish into You-t választották a Mayhem legjobb dalának.

## Élő előadások
Gaga először a Mayhem 2025-ös promóciós koncertjein adta elő élőben a Vanish into You című dalt, amelynek keretében fellépett a 2025-ös Coachella fesztiválon is. A szám alatt végigsétált a közönség előtt, megállt, hogy megfogja a kezüket és velük együtt énekeljen. 2025. május 13-án Gaga előadta a Vanish into You-t egy öt dalból álló szett során a YouTube Brandcast rendezvényen, amelyet a New York-i Geffen Hallban rendeztek meg. A fellépés során látványos és összetett színpadképet tártak a közönség elé. Clayton Davis, a Variety munkatársa „nagy energiájúnak” írta le. A promóciós koncertekhez hasonlóan, a dal az azt követő arénaturné műsorlistáján is szerepelt, mint az utolsó előtti felvonás záró száma.

## Közreműködők
Közreműködők listája az Apple Music alapján.
- Lady Gaga – vokál, billentyűs hangszerek, dalszerző, producer
- Andrew Watt – billentyűs hangszerek, basszusgitár, dobok, elektromos gitár, ütős hangszerek, akusztikus gitár, dalszerző, producer
- Henry Walter – billentyűs hangszerek, szintetizátor, számítógépes hangok, dalszerző, producer
- Michael Polansky – dalszerző
- Randy Merrill – maszterelés
- Serban Ghenea – hangkeverő mérnök
- Bryce Bordone – hangkeverő mérnök asszisztens
- Paul Lamalfa – hangmérnök
- Marco Sonzini – kiegészítő hangmérnöki munka
- Tyler Harris – kiegészítő hangmérnöki munka

## Helyezések
| Lista (2025)                              | Legjobb helyezés |
| ----------------------------------------- | ---------------- |
| Brazília (Brasil Hot 100)                 | 32               |
| Dél-Korea Download (Circle)               | 198              |
| Egyesült Királyság (UK Download Chart)    | 81               |
| Egyesült Királyság (UK Singles Sales)     | 86               |
| Egyesült Királyság (UK Streaming)         | 46               |
| Franciaország (SNEP)                      | 91               |
| Global 200 (Billboard)                    | 38               |
| Görögország International (IFPI)          | 32               |
| Kanada (Canadian Hot 100)                 | 53               |
| Portugália (AFP)                          | 67               |
| Spanyolország (PROMUSICAE)                | 96               |
| Svédország Heatseeker (Sverigetopplistan) | 3                |
| Szingapúr (RIAS)                          | 18               |
| US Billboard Hot 100                      | 61               |
| US Hot Dance/Pop Songs (Billboard)        | 4                |
| Új-Zéland Hot Singles (RMNZ)              | 5                |

## Fordítás
Ez a szócikk részben vagy egészben  a   Vanish into You című angol Wikipédia-szócikk fordításán alapul.  Az eredeti cikk szerkesztőit annak laptörténete sorolja fel. Ez a jelzés csupán a megfogalmazás eredetét és a szerzői jogokat jelzi, nem szolgál a cikkben szereplő információk forrásmegjelöléseként.